# ۲۷ جمادی‌الثانی
۲۷ جمادی‌الثانی، بیست و هفتمین روز از ماه جمادی‌الثانی در تقویم هجری قمری است.
در تقویم هجری قمری قراردادی این روز صد و هفتاد و پنجمین روز سال است.

## زادگان
- ۱۳۲۴ - انیسه شرتونی، نویسنده، ادیب و روزنامه‌نگار لبنانی.

## درگذشتگان
- ۴۴۰ - ابوریحان بیرونی، دانشمند بزرگ و ریاضی‌دان، ستاره‌شناس و تاریخ‌نگار ایرانی.